# Mala Ljubljanica
Mala Ljubljanica je povirni pritok (krak) reke Ljubljanice, ki izvira v zatrepni dolini Močilnik pri Vrhniki. V njej se zbirajo vode, ki ponikajo na Planinskem in Logaškem polju. Tok Male Ljubljanice je dolg 1300 m, pred sotočjem z Veliko Ljubljanico se vanjo izliva še potok Bela. Od sotočja obeh Ljubljanic dalje se reka imenuje z enim imenom.